# Васильковское сельское поселение (Тверская область)
Васильковское се́льское поселе́ние — упразднённое муниципальное образование в составе Кувшиновского района Тверской области России.
Административный центр — деревня Васильково.
Образовано в 2005 году, включило в себя часть территории Васильковского сельского округа.
Законом Тверской области от 17 декабря 2015 года № 119-ЗО, были преобразованы, путём их объединения, Сокольническое, Васильковское и Ранцевское сельские поселения — в Сокольническое сельское поселение.

## Географические данные
- Общая площадь: 50 км²
- Нахождение: центральная часть Кувшиновского района, к югу от города Кувшиново.
  - Граничит:
    - на севере — с городским поселением город Кувшиново,
    - на северо-востоке — с Тысяцким СП,
    - на юго-востоке — с Заовражским СП,
    - на западе — с Ранцевским СП,
    - на северо-западе — с Могилёвским СП.

По северо-восточной границе — река Осуга.

По территории поселения проходит железная дорога «Торжок—Соблаго».

## Экономика
Основное сельхозпредприятие — колхоз «Светлый Путь».

## Население
По переписи 2002 года — 415 человек, на 01.01.2008 — 363 человека.

## Населённые пункты
В состав поселения входили следующие населённые пункты:
| №  | Тип нп | Название   | Население (2008 год) |
| -- | ------ | ---------- | -------------------- |
| 1  | дер.   | Васильково | 148                  |
| 2  | дер.   | Высокое    | 75                   |
| 3  | дер.   | Дядино     | 91                   |
| 4  | дер.   | Киселево   | 42                   |
| 5  | хутор  | Майский    | 4                    |
| 6  | дер.   | Павловка   | 0                    |
| 7  | хутор  | Пролетарка | 0                    |
| 8  | дер.   | Рюхово     | 0                    |
| 9  | хутор  | Свобода    | 0                    |
| 10 | дер.   | Сорокино   | 3                    |

### Бывшие населённые пункты
Деревни Крылатка и Чурилово (Чурилов-погост) присоединены к деревне Васильково.

Деревня Зубарево вошла в черту города Кувшиново.

На территории поселения исчезли хутора Раннее Утро, Заря, Станки, Машки и другие.

## История
В XI—XIV вв. территория поселения относилась к Новгородской земле.
В XV веке присоединена к Великому княжеству Московскому и находилась на границе Новоторжских и Ржевских волостей. В XVII веке относилась к Чуриловской волости Ржевского уезда.

С образованием в 1796 году Тверской губернии территория поселения вошла в Новоторжский уезд.
В середине XIX-начале XX века деревни поселения относились к Тысяцкой волости Новоторжского уезда.

В 50-е годы XX века на территории поселения существовал Высоковский сельсовет Каменского района Калининской области.